# Kinga Tabor-Szymaniak
Kinga Tabor-Szymaniak znana również jako Kinga Tabor lub Kinga Szymaniak (ur. w 1972 w Warszawie) – polska aktorka.
W 1995 roku ukończyła studia na Wydziale Aktorskim Państwowej Wyższej Szkoły Teatralnej w Warszawie. Od tego samego roku jest związana z Teatrem Współczesnym w Warszawie.
W 1995 roku otrzymała nagrodę  III stopnia na XIII Festiwalu Szkół Teatralnych w Łodzi, za rolę w Odprawie posłów greckich i Opowiastkach o Panu Cogito.
Ma 165 cm wzrostu, włada językiem angielskim i niemieckim.

## Role filmowe i serialowe
- 2009: Przystań jako Jola (odc. 9)
- 2007–2008: Glina jako Joanna Antczak, żona Tomasza (odc. 16-18)
- 2003–2007 jako Alicja, Na Wspólnej
- 2000 – w kilku odcinkach (23. Kolejka do życia, 24. Droga na skróty, 25. Dziś każdy ma dwadzieścia lat) serialu Dom
- 1997 jako córka Elżutki, Boża podszewka

## Role dubbingowe
- 2020: Zwariowane melodie: Kreskówki – 
  - Małptaszątka (odc. 1a),
  - Dzieci (odc. 4c),
  - Sympatia Elmera (odc. 10a),
  - Elfy (odc. 11),
  - Mała świnka 2 (odc. 20c),
  - Karaluchy (odc. 21b)
- 2014: Lolirock – ciotka Ellen
- 2011: Tajemnice domu Anubisa – Ester Robinson
- 2010: Superszpiedzy
- 2010: Scooby Doo: Abrakadabra-Doo – Treena
- 2010: Małe królestwo Bena i Holly
- 2009: Dzieci Ireny Sendlerowej
- 2009: Stacyjkowo – Karen
- 2008: Milly i Molly – Mama Milly
- 2007: Sushi Pack
- 2005: Lassie – Sara Carraclough
- 2004: Legenda telewizji
- 2003: Psie serce –
- 2003: Looney Tunes znowu w akcji
- 2002–2005: Co nowego u Scooby’ego?
- 2002: Naruto –
  - Tsunami,
  - Ino Yamanaka,
  - Kurenai Yūhi (z wyjątkiem serii II),
  - Udon (odc. seria I, III i IV),
  - Moegi (odc. 68),
  - Gamatatsu,
  - Katsuyu
- 2001: Mroczne przygody Billy’ego i Mandy – Eris (seria II)
- 1999–2003: Nieustraszeni ratownicy
- 1998: Eerie, Indiana: Inny wymiar – Pani Taylor
- 1996−2003: Laboratorium Dextera – Mama
- 1996–1997: Walter Melon – Amelia
- 1996: 101 dalmatyńczyków – Anita Campbell-Green
- 1987: Scooby Doo i bracia Boo – Sadie-Mae Scroggins
- 1976–1978: Scooby Doo
- 1972–1973: Nowy Scooby Doo
- 1960-1966: Flintstonowie

## Role teatralne
- 1995 – jako córka Gubernatora, Martwe dusze Nikołaja Gogola, reżyseria Maciej Englert
- 1997 – jako Siostrzenica, Adwokat i róże Jerzego Szaniawskiego, reżyseria Zbigniew Zapasiewicz
- 1997 – jako Łucja, Przy stole Thorntona Wildera, reżyseria Maciej Englert
- 1998 – jako Emilka Webb, Nasze miasto Thorntona Wildera, reżyseria Maciej Englert
- 1998 – jako Beryl, Wszystko w ogrodzie Edwarda Albeego, reżyseria Zbigniew Zapasiewicz
- 1998 – jako Colombina, Łgarz Carla Goldoniego, reżyseria Giovanni Pampiglione
- 2000 – jako Stiopa i Pokojówka, Barbarzyńcy Maksima Gorkiego, reżyseria Agnieszka Glińska
- 2001 – jako Uczennica u Krauzego, Bambini di Praga Bohumila Hrabala, reżyseria Agnieszka Glińska
- 2002 – jako Żaneta, Wniebowstąpienie Tadeusza Konwickiego, reżyseria Maciej Englert
- 2003 – jako Katarzyna, Stracone zachody miłości Williama Shakespeare’a, reżyseria Agnieszka Glińska
- 2003 – jako Jo, Namiętna kobieta Kay Mellor, reżyseria Maciej Englert
- 2004 – jako Lucyna, Nieznajoma z Sekwany Ödöna von Horvátha, reżyseria Agnieszka Glińska
- 2004 – jako córka, Męczeństwo Piotra Oheya Sławomira Mrożka, reżyseria Maciej Englert
- 2006 – jako pracownica basenu, Udając ofiarę Braci Presniakow, reżyseria Maciej Englert